# Persone di nome Luciano/Calciatori
| Questa pagina contiene informazioni ricavate automaticamente dalle voci biografiche con l'ausilio del template Bio e di un bot. L'aggiornamento è periodico e automatico e ricostruisce completamente la pagina. Se manca una persona in questa lista, sei pregato di non aggiungerla, ma accertati piuttosto che la sua voce biografica contenga il template Bio e che i dati anagrafici siano correttamente compilati. Se il template Bio manca, inseriscilo tu stesso o, in alternativa, metti l'avviso {{tmp\|Bio}} che ne segnala la mancanza. Se i dati riportati sono sbagliati, correggi direttamente la voce biografica; le modifiche saranno visibili in questa lista entro pochi giorni. Per chiarimenti vedi il progetto antroponimi. La lista contiene solo le 133 persone che sono citate nell'enciclopedia e per le quali è stato implementato correttamente il template Bio. Pagina aggiornata al 6 ago 2025. |

Questa è una lista di persone presenti nell'enciclopedia che hanno il nome Luciano e sono calciatori.

## A(9)
- Luciano Abecasis, calciatore argentino (Rosario, n. 1990)
- Luciano Acosta, calciatore argentino (Rosario, n. 1994)
- Luciano Agosti, calciatore italiano (Lodi, n. 1920 - † 2005)
- Luciano Alfieri, calciatore italiano (Milano, n. 1936 - Milano, † 2024)
- Luciano Alghisi, calciatore italiano (Greco Milanese, n. 1917 - Milano, † 2004)
- Luciano Aranda, calciatore argentino
- Luciano Arbizzani, ex calciatore italiano (Tripoli, n. 1938)
- Luciano Arriagada, calciatore cileno (Lota, n. 2002)
- Luciano Aued, ex calciatore argentino (La Plata, n. 1987)

## B(9)
- Luciano Balbi, calciatore argentino (Rosario, n. 1989)
- Luciano Juba, calciatore brasiliano (Serra Talhada, n. 1999)
- Luciano Benassi, calciatore italiano (Pietrasanta, n. 1914)
- Luciano Bertoni, calciatore italiano (Collebeato, n. 1942 - Lodetto, † 2008)
- Luciano Bodini, ex calciatore italiano (Leno, n. 1954)
- Luciano Boggio, calciatore uruguaiano (Montevideo, n. 1999)
- Luciano Bonfada, ex calciatore italiano (Chions, n. 1942)
- Luciano Bottazzi, calciatore italiano (Conselve, n. 1910)
- Luciano Buzzacchera, ex calciatore italiano (Montecchio Precalcino, n. 1939)

## C(12)
- Luciano Cabral, calciatore argentino (General Alvear, n. 1995)
- Luciano Casadei, calciatore italiano (Roma, n. 1925)
- Luciano Castellini, ex calciatore e allenatore di calcio italiano (Milano, n. 1945)
- Luciano Castán, calciatore brasiliano (Jaú, n. 1989)
- Luciano Cavaleri, calciatore italiano (Carlentini, n. 1923 - Siracusa, † 2003)
- Luciano Chiarugi, ex calciatore e allenatore di calcio italiano (Ponsacco, n. 1947)
- Luciano Cilona, ex calciatore italiano (Bergamo, n. 1961)
- Luciano Cingolani, calciatore argentino (Rosario, n. 2001)
- Luciano Civelli, ex calciatore argentino (Pehuajó, n. 1986)
- Luciano Comaschi, calciatore e allenatore di calcio italiano (Melzo, n. 1931 - Roma, † 2019)
- Luciano Cosentino, calciatore uruguaiano (Montevideo, n. 2001)
- Luciano Crapa, ex calciatore belga (n. 1974)

## D(7)
- Luciano De Bruno, ex calciatore argentino (Rosario, n. 1978)
- Luciano De Sanzuane, calciatore italiano (Venezia)
- Luciano Degara, calciatore italiano (Vercelli, n. 1912 - Vercelli, † 1992)
- Luciano Delfino, calciatore e allenatore di calcio italiano (Alessandria, n. 1932 - Genova, † 2015)
- Luciano Ray Djim, ex calciatore centrafricano (Bangui, n. 1978)
- Luciano Henrique, ex calciatore brasiliano (Tremembé, n. 1978)
- Triguinho, ex calciatore brasiliano (Piquete, n. 1979)

## E(1)
- Luciano Emilio, ex calciatore brasiliano (Ilha Solteira, n. 1978)

## F(9)
- Luciano Fabbri, calciatore italiano (Riccione, n. 1923 - Olbia, † 1986)
- Luciano Facchini, ex calciatore italiano (Calenzano, n. 1957)
- Luciano Falsiroli, ex calciatore, giornalista e scrittore italiano (Sanguinetto, n. 1934)
- Luciano Favero, ex calciatore italiano (Santa Maria di Sala, n. 1957)
- Luciano Federici, calciatore italiano (Carrara, n. 1938 - Carrara, † 2020)
- Luciano Ferreyra, calciatore argentino (Rosario, n. 2002)
- Luciano Figueroa, ex calciatore argentino (Las Varillas, n. 1948)
- Luciano Fusari, calciatore italiano (Brescia, n. 1928 - † 2017)
- Luciano Fusini, ex calciatore italiano (Orbetello, n. 1961)

## G(10)
- Luciano Galletti, ex calciatore argentino (La Plata, n. 1980)
- Luciano Gallusi, calciatore italiano (Pegognaga, n. 1938 - Reggio Calabria, † 2017)
- Luciano Gariboldi, calciatore e allenatore di calcio italiano (Milano, n. 1927 - Brembilla, † 1988)
- Luciano Gaudino, ex calciatore italiano (Pompei, n. 1958)
- Luciano Giménez, calciatore argentino (Salta, n. 2000)
- Luciano Gisberti, calciatore e allenatore di calcio italiano (Cosenza, n. 1915 - Bari, † 1991)
- Luciano Giusti, ex calciatore e allenatore di calcio italiano (Lucca, n. 1926)
- Luciano Gondou, calciatore argentino (Rufino, n. 2001)
- Luciano Guaycochea, calciatore argentino (Santa Rosa, n. 1992)
- Luciano Gómez, calciatore argentino (Corrientes, n. 1996)

## H(1)
- Luciano Herrera, calciatore argentino (Ledesma, n. 1996)

## I(1)
- Luciano Iturrino, ex calciatore spagnolo (Mutriku, n. 1963)

## L(4)
- Luciano Leguizamón, ex calciatore argentino (Concepción del Uruguay, n. 1982)
- Luciano Bebê, ex calciatore brasiliano (Riachão do Jacuípe, n. 1981)
- Luciano Limena, calciatore italiano (Este, n. 1948 - Catania, † 1970)
- Luciano Loschi, calciatore italiano (Udine, n. 1926 - Udine, † 2009)

## M(12)
- Luciano Macías, calciatore ecuadoriano (Ancón, n. 1935 - Guayaquil, † 2022)
- Luciano Magistrelli, calciatore e allenatore di calcio italiano (Bareggio, n. 1938 - Bergamo, † 2011)
- Luciano Manni, ex calciatore italiano (Colle di Val d'Elsa, n. 1943)
- Luciano Manzotti, calciatore italiano (Rubiera, n. 1902 - † 1977)
- Luciano Marangon, ex calciatore italiano (Quinto di Treviso, n. 1956)
- Luciano Marchetti, ex calciatore italiano (Cesenatico, n. 1927)
- Luciano Marchi, calciatore italiano (Genova, n. 1923)
- Luciano Marmo, calciatore e dirigente sportivo italiano (Torino, n. 1900 - Novara, † 1966)
- Luciano Masiero, calciatore italiano (Rovigo, n. 1936 - † 2002)
- Luciano Monticolo, ex calciatore italiano (Umago, n. 1946)
- Fabián Monzón, calciatore argentino (Granadero Baigorria, n. 1987)
- Luciano Mutasi, ex calciatore camerunese (Édéa, n. 1988)

## N(4)
- Luciano Narsingh, calciatore olandese (Amsterdam, n. 1990)
- Luciano Nequecaur, calciatore argentino (Buenos Aires, n. 1992)
- Luciano Nicolini, calciatore italiano (Fiorano Modenese, n. 1923 - Fiorano Modenese, † 1992)
- Luciano Nobili, calciatore italiano (Reggio Emilia, n. 1933 - Reggio Emilia, † 2016)

## O(4)
- Luciano Olaizola, calciatore uruguaiano (Rivera, n. 2001)
- Luciano Olguín, ex calciatore argentino (Coronel Vidal, n. 1982)
- Luciano Orati, ex calciatore italiano (Roma, n. 1957)
- Luciano Ospina, calciatore colombiano (Medellín, n. 1991)

## P(16)
- Luciano Pereira Mendes, calciatore brasiliano (Salvador, n. 1983)
- Luciano Pacco, ex calciatore italiano (Cervignano del Friuli, n. 1941)
- Luciano Padoan, ex calciatore italiano (Cormons, n. 1930)
- Luciano Paganini, ex calciatore italiano (Bologna, n. 1947)
- Luciano Palos, ex calciatore argentino (Rosario, n. 1979)
- Luciano Pascual, calciatore argentino (Gregorio de Laferrere, n. 2004)
- Luciano Perdomo, calciatore argentino (n. 1996)
- Luciano José Pereira da Silva, ex calciatore brasiliano (Rio Branco, n. 1980)
- Luciano Peretti, calciatore italiano (Rivarolo Ligure, n. 1915)
- Luciano Pignatta, calciatore argentino (Rosario, n. 1980)
- Luciano Piquè, calciatore e allenatore di calcio italiano (Venezia, n. 1935 - Genova, † 2021)
- Luciano Pizarro, calciatore argentino (Godoy Cruz, n. 1997)
- Luciano Pocrnjic, ex calciatore argentino (Santa Fe, n. 1981)
- Luciano Pons, calciatore argentino (Rosario, n. 1990)
- Luciano Poppi, ex calciatore italiano (Gandino, n. 1945)
- Luciano Puentes, calciatore uruguaiano (Montevideo, n. 2001)

## R(9)
- Luciano Re Cecconi, calciatore italiano (Nerviano, n. 1948 - Roma, † 1977)
- Luciano Recalde, calciatore argentino (Granadero Baigorria, n. 1995)
- Luciano Redegalli, ex calciatore italiano (Milano, n. 1935)
- Luciano Renoldi, calciatore italiano
- Luciano Rigato, ex calciatore italiano (Marghera, n. 1944)
- Gerónimo Rivera, calciatore argentino (Temperley, n. 2003)
- Luciano da Rocha Neves, calciatore brasiliano (Anápolis, n. 1993)
- Luciano Rodríguez Rosales, calciatore uruguaiano (Montevideo, n. 2003)
- Luciano Rossi Levi, calciatore italiano (Roma, n. 1921 - Roma, † 1987)

## S(11)
- Luciano Siqueira de Oliveira, ex calciatore brasiliano (Rio de Janeiro, n. 1975)
- Luciano Savian, ex calciatore italiano (Caorle, n. 1948)
- Luciano Scroccaro, calciatore italiano (Marghera, n. 1929 - Marghera, † 2010)
- Luciano Silva Santos, calciatore brasiliano (n. 2003)
- Luciano Slagveer, calciatore olandese (Rotterdam, n. 1993)
- Luciano Sola, ex calciatore italiano (Seregno, n. 1959)
- Luciano Speggiorin, ex calciatore italiano (Camisano Vicentino, n. 1955)
- Luciano Spinosi, ex calciatore e allenatore di calcio italiano (Roma, n. 1950)
- Luciano Squadrone, calciatore argentino (n. 1999)
- Luciano Sánchez, ex calciatore spagnolo (Béjar, n. 1944)
- Luciano Sánchez, calciatore argentino (Guaymallén, n. 1994)

## T(2)
- Luciano Teixeira, calciatore guineense (Bissau, n. 1993)
- Luciano Testa, calciatore italiano (Albenga, n. 1928 - Pietra Ligure, † 2007)

## V(8)
- Luciano Valente, calciatore olandese (Groninga, n. 2003)
- Luciano Vassallo, calciatore e allenatore di calcio etiope (Asmara, n. 1935 - Ostia, † 2022)
- Lucho Vega, calciatore argentino (Córdoba, n. 1999)
- Luciano Vella, ex calciatore argentino (Rosario, n. 1981)
- Luciano Venturini, ex calciatore italiano (Empoli, n. 1959)
- Luciano Vezzani, calciatore italiano (Modena, n. 1905 - Modena, † 1992)
- Luciano Vietto, calciatore argentino (Balnearia, n. 1993)
- Luciano Visintini, calciatore italiano (Buttrio, n. 1947 - Buttrio, † 2006)

## Z(3)
- Luciano Zamparo, ex calciatore italiano (Palmanova, n. 1947)
- Luciano Zanardello, ex calciatore italiano (Nove, n. 1946)
- Luciano Zavagno, ex calciatore argentino (Santa Fe, n. 1977)

## Á(1)
- Luciano Ábalos, ex calciatore argentino (Coronel Mom, n. 1978)